# Thora Larsson
Alma Viktoria ("Thora") Larsson (Kristinehamn, 12 maart 1891 - Stockholm, 1 september 1919) was een Zweedse schoonspringster die deelnam aan de Olympische Zomerspelen 1912. Ze eindigde achtste in het onderdeel 10 m torenspringen.
Larsson stierf in 1919 aan de Spaanse griep.